# Lista över öar i Finland
Här listas Finlands största öar, de med en areal på över 50 km². I Finland finns 76 öar med en areal på över 10 km², 178 947 öar med en area på minst en ar.
I vissa fall är definitionen av ö oklar, varför andra motsvarande listor kan ange andra öar som de största: Soisalo är delvis avskiljd genom forsar, Sääminginsalo är avskiljd genom en kanal.
"Fasta Åland" består av flera öar, avskilda genom smala sund. Här räknas bara den största ön in, medan huvudöarna i Eckerö, Lemland och Lumparland räknas som skilda öar. Också sammanlagt är de dock mindre än Sääminginsalo.
| namn            | areal (km²) | kommun                                                       | vattenområde                                                    |
| --------------- | ----------- | ------------------------------------------------------------ | --------------------------------------------------------------- |
| Soisalo         | 1 638       | Heinävesi, Kuopio, Leppävirta, Varkaus                       | Kallavesi, Suvasvesi, Kermajärvi, Ruokovesi, Haukivesi, Unnukka |
| Sääminginsalo   | 1 069       | Enonkoski, Nyslott                                           | Saimen, Raikuu kanal                                            |
| Fasta Åland     | 685         | Finström, Geta, Hammarland, Jomala, Mariehamn, Saltvik, Sund | Skärgårdshavet, Ålands hav                                      |
| Kimitoön        | 524         | Kimitoön, Salo                                               | Skärgårdshavet                                                  |
| Karlö           | 195         | Karlö                                                        | Bottenviken                                                     |
| Hurissalo       | 174         | Puumala, S:t Michel                                          | Saimen                                                          |
| Partalansaari   | 170         | Puumala, Sulkava                                             | Saimen                                                          |
| Replot          | 160         | Korsholm                                                     | Kvarken                                                         |
| Viljakansaari   | 115         | Puumala                                                      | Saimen                                                          |
| Otava           | 105         | Nådendal                                                     | Skärgårdshavet                                                  |
| Lemland         | 92          | Lemland                                                      | Skärgårdshavet                                                  |
| Eckerö          | 91          | Eckerö                                                       | Ålands hav                                                      |
| Öja             | 90          | Karleby                                                      | Bottenviken                                                     |
| Manamansalo     | 76          | Vaala                                                        | Ule träsk                                                       |
| Äitsaari        | 74          | Ruokolax                                                     | Saimen                                                          |
| Nagu Storlandet | 72          | Pargas                                                       | Skärgårdshavet                                                  |
| Ålön            | 70          | Pargas                                                       | Skärgårdshavet                                                  |
| Kyrklandet      | 64          | Pargas                                                       | Skärgårdshavet                                                  |
| Kivimaa         | 57          | Gustavs                                                      | Skärgårdshavet                                                  |
| Pyhämaa         | 53          | Nystad                                                       | Bottenhavet                                                     |
| Moinniemensaari | 53          | Nyslott                                                      | Saimen                                                          |
| Vessölandet     | 52          | Borgå                                                        | Finska viken                                                    |